# Hannelore Hansch
Hannelore Hansch (* 15. Mai 1918 in Köln; † 17. November 2007 in Karlsruhe-Durlach) war eine deutsche evangelische Geistliche, die wegen ihrer jüdischen Abstammung vom NS-Regime verfolgt wurde, und Mitglied der Bekennenden Kirche.

## Leben und Wirken
Hannelore Hansch (geb. Gebhardt) war die Tochter des Fabrikdirektors Fritz Gebhardt und dessen jüdischer Ehefrau Thea.
Hannelore besuchte nach der Volksschule das Markgrafen-Gymnasium von Karlsruhe-Durlach, wo sie zu den ersten weiblichen Absolventen gehörte. Sie war tief beeindruckt von Karl Barth und Martin Niemöller und studierte  evangelische Theologie. Nachdem ihr Vater verstorben war und ihre Mutter in die Schweiz emigriert war, wohnte sie gemeinsam mit ihrem Ehemann, dem Landwirt Kurt Hermann Hansch während der NS-Zeit auf dem Rittnerthof. Diesen hatte ihr Vater 1933 gekauft. Zu der Zeit hatte er noch eine Entschädigung bekommen, weil in seiner leitenden Stellung die Ehe mit einer Frau jüdischer Abstammung, die von den Nationalsozialisten als „Volljüdin“ eingestuft wurde, nicht mehr geduldet wurde. Auf dem Rittnerhof setzte Hannelore Hansch sich für andere Verfolgte ein – so versteckte sie zwei Berliner Jüdinnen vor ihren Verfolgern. Für das Umfeld des Schweizer Theologen Karl Barth und der „Badischen Sozietät“ war sie eine sehr geachtete Gastgeberin, berichtete 2008 der mit ihr seit den Tagen des Gymnasiums eng befreundete Gottfried Gerner-Wolfhard. In den 1930er Jahren gehörte sie zu einem Oppositionskreis, der sich in der Durlacher Wohnung des wegen seiner jüdischen Herkunft entlassenen Karlsruher Richters Arthur Emsheimer traf. An diesem beteiligte sich sporadisch auch ihr Onkel Thomas Dehler, der nachmalige Bundesjustizminister.
Auch nach 1945 verfocht Hannelore Hansch die Positionen und Erkenntnisse weiter, die sie aus dem Kirchenkampf gewonnen hatte. In der politischen Auseinandersetzung um die Pläne zur atomaren Bewaffnung der Bundeswehr, die neben der politischen Linken besonders von Kreisen der BK-Bruderräte attackiert wurde, nahm sie Partei für die Ächtung dieser Massenvernichtungsmittel. Die von ihrem Freund Karl Barth ausgearbeiteten „Zehn Thesen“ leitete Hansch – unter vereinbartem Verschweigen von Barths Autorschaft – an die westdeutschen Bruderräte weiter, die sie in die EKD-Synode als Antrag einbrachten, die aber von dieser nicht angenommen wurden.
Sie war Gründungsmitglied der Christlichen Friedenskonferenz. Ehrenamtlich arbeitete sie in der Gesellschaft für Evangelische Theologie mit, deren Ehrenmitglied sie später wurde. Die Unterstützung aller Aktivitäten für mehr Frieden und Gerechtigkeit blieb bis an ihr Lebensende ein wichtiges Anliegen. So gehörte sie 2001 zu den Unterzeichnern eines Aufrufes von Kirchenleuten gegen den Krieg in Afghanistan. Als sich das badische „Forum Friedensethik“ ein Jahr später mit der Forderung, gegen alle weiteren Kriege zu protestieren, an seine Mitchristen richtete, fand auch das ihre Unterstützung.

## Werke
- To Mrs. Hannelore Hansch, Rittnerthof near Karlsruhe. In Letters 1961-1968.[6]